# When the Whip Comes Down
When the Whip Comes Down è un brano musicale del gruppo rock britannico The Rolling Stones incluso nell'album Some Girls del 1978. Nello stesso anno venne inoltre pubblicato su singolo negli Stati Uniti come B-side del 45 giri Beast of Burden, e in Gran Bretagna come lato B di Respectable.

## Il brano

### Testo e significato
When the Whip Comes Down venne scritta da Mick Jagger e Keith Richards, anche se Jagger rimaneggiò il testo della canzone in un secondo momento. Fatto abbastanza insolito, anche a fine anni settanta, il testo del brano è narrato esplicitamente dal punto di vista di un omosessuale:
I was gay in New York, just a fag in L.A.

So I saved my money and I took the plane

Wherever I go, they just treat me the same»
Ero un gay a New York, solo un frocio a Los Angeles

Così risparmiai i miei soldi e presi un aereo

Dovunque vada, mi trattano sempre allo stesso modo»
(When the Whip Comes Down, The Rolling Stones)
Nel corso di un'intervista del 1978 rilasciata alla rivista Rolling Stone in occasione dell'uscita di Some Girls, Jagger rispose a delle domande circa il testo della canzone: « ...C'è una canzone gay - When the Whip Comes Down - ma non ho la minima idea del perché l'abbia scritta. È strano - i Rolling Stones hanno sempre attratto un sacco di uomini... Non so perché l'ho composta. Forse ho fatto "outing" [risate]. Parla di una persona immaginaria che viaggia da L.A. a New York City e diventa un collezionista di spazzatura... Spero proprio che le stazioni radio la passino». Altri punti del testo sembrano indicare che il protagonista della canzone, giunto nella nuova città, diventi un prostituto.

### Registrazione
When the Whip Comes Down fu registrata ai Pathé Marconi Studios di Parigi, in Francia, tra l'ottobre e il dicembre 1977. Fu un'altra delle famose canzoni presenti in Some Girls a contenere il contributo dei soli membri dei Rolling Stones senza l'ausilio di session men esterni. Jagger canta e suona la chitarra insieme a Richards e Ronnie Wood. Wood inoltre contribuì suonando la pedal steel guitar, strumento apparso anche in Shattered e Far Away Eyes, sempre sullo stesso album. Bill Wyman suona il basso mentre Charlie Watts la batteria.

### Esecuzioni dal vivo
Una versione della canzone venne registrata dal vivo durante un concerto al Detroit Masonic Temple il 6 luglio 1978, e fu pubblicata nella compilation Sucking in the Seventies del 1981. Curiosamente in questa versione, gli "epiteti" sono invertiti, e Jagger canta: «I was a fag in New York, just a gay in L.A.». Altra versione live presa dal Licks Tour del 2002-2003 è stata inclusa nel disco dal vivo Live Licks del 2004.

## Tracce singolo US
RS 19309
1. Beast of Burden - 4:24
2. When the Whip Comes Down - 4:18

## Tracce singolo UK
EMI 2861
1. Respectable - 3:05
2. When the Whip Comes Down - 4:18

## Formazione
- Keith Richards - chitarra, voce
- Mick Jagger - cori
- Ronnie Wood - chitarra, cori
- Bill Wyman - basso
- Charlie Watts - batteria

## Curiosità
- When the Whip Comes Down è inoltre il titolo dell'album bootleg a 16 tracce dei Nine Inch Nails ricavato dalla loro esibizione a Woodstock '94.